# St. Martin (Jindřichovice)

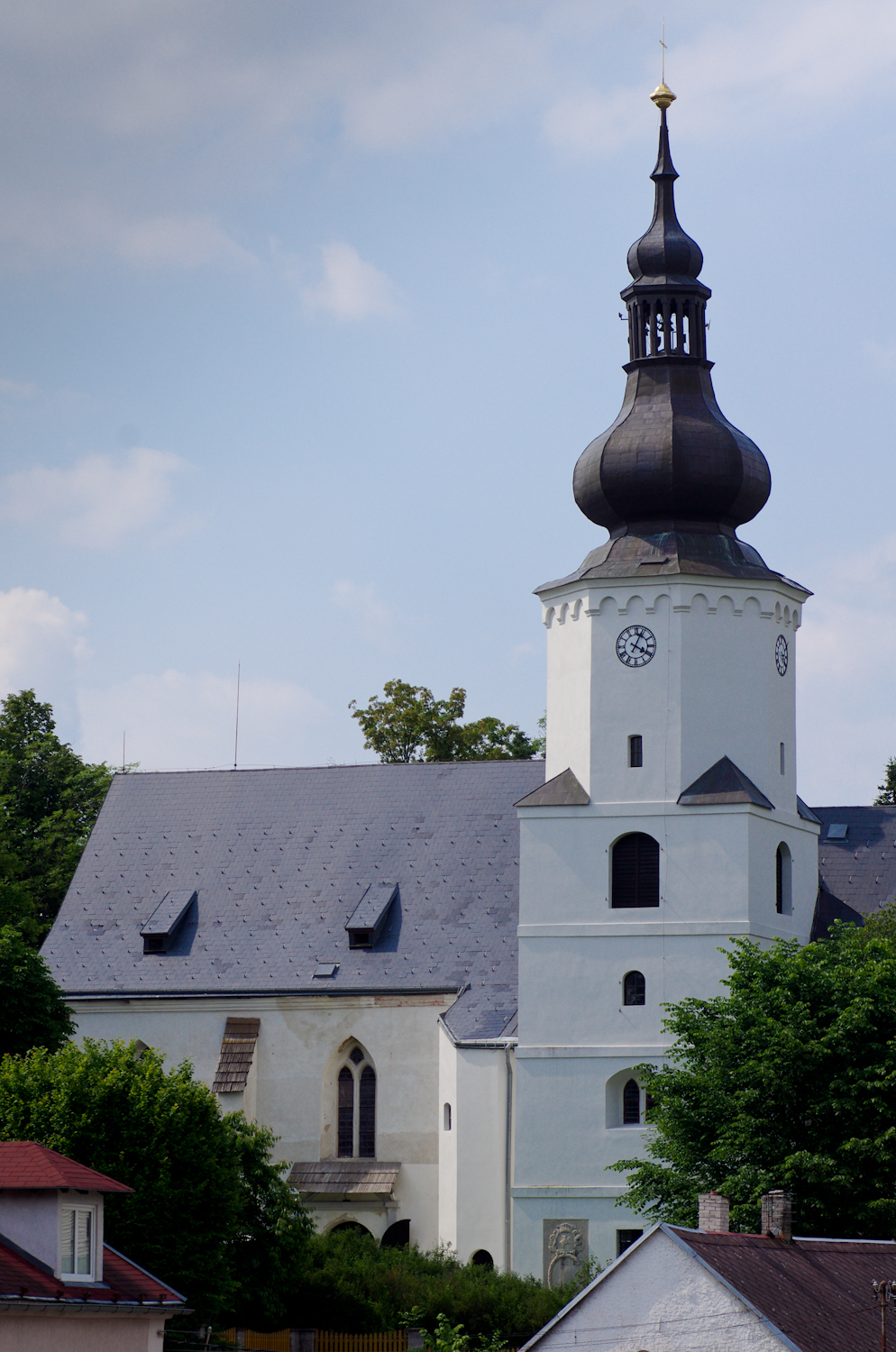
St. Martin in Jindřichovice

Die römisch-katholische St.-Martins-Kirche (tschechisch kostel sv. Martina) in Jindřichovice (deutsch Heinrichsgrün) wurde im Jahre 1658 errichtet und nach einem Brand im Jahre 1802 im Stil der Neugotik wiederaufgebaut.

## Geschichte

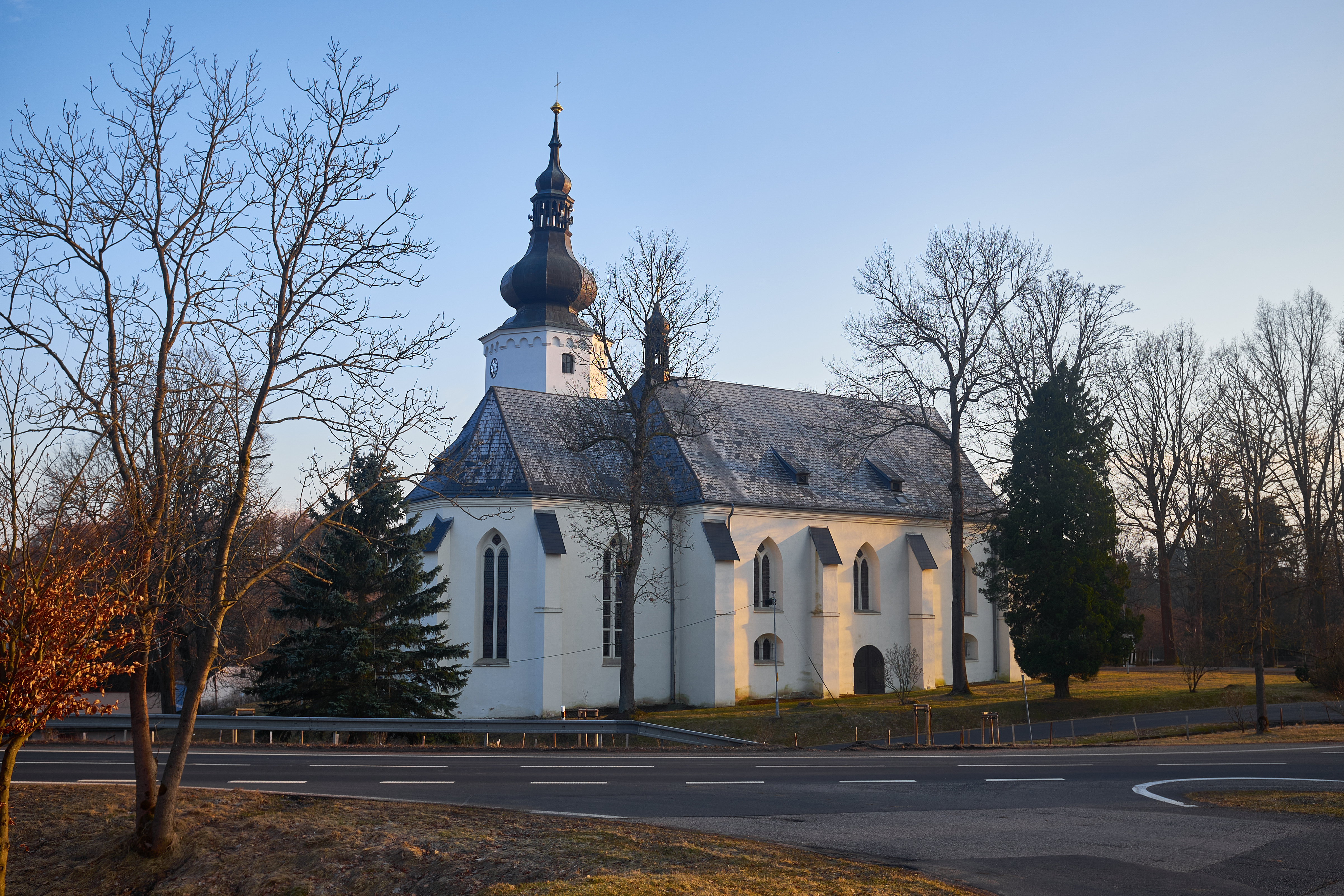
Kirchenschiff

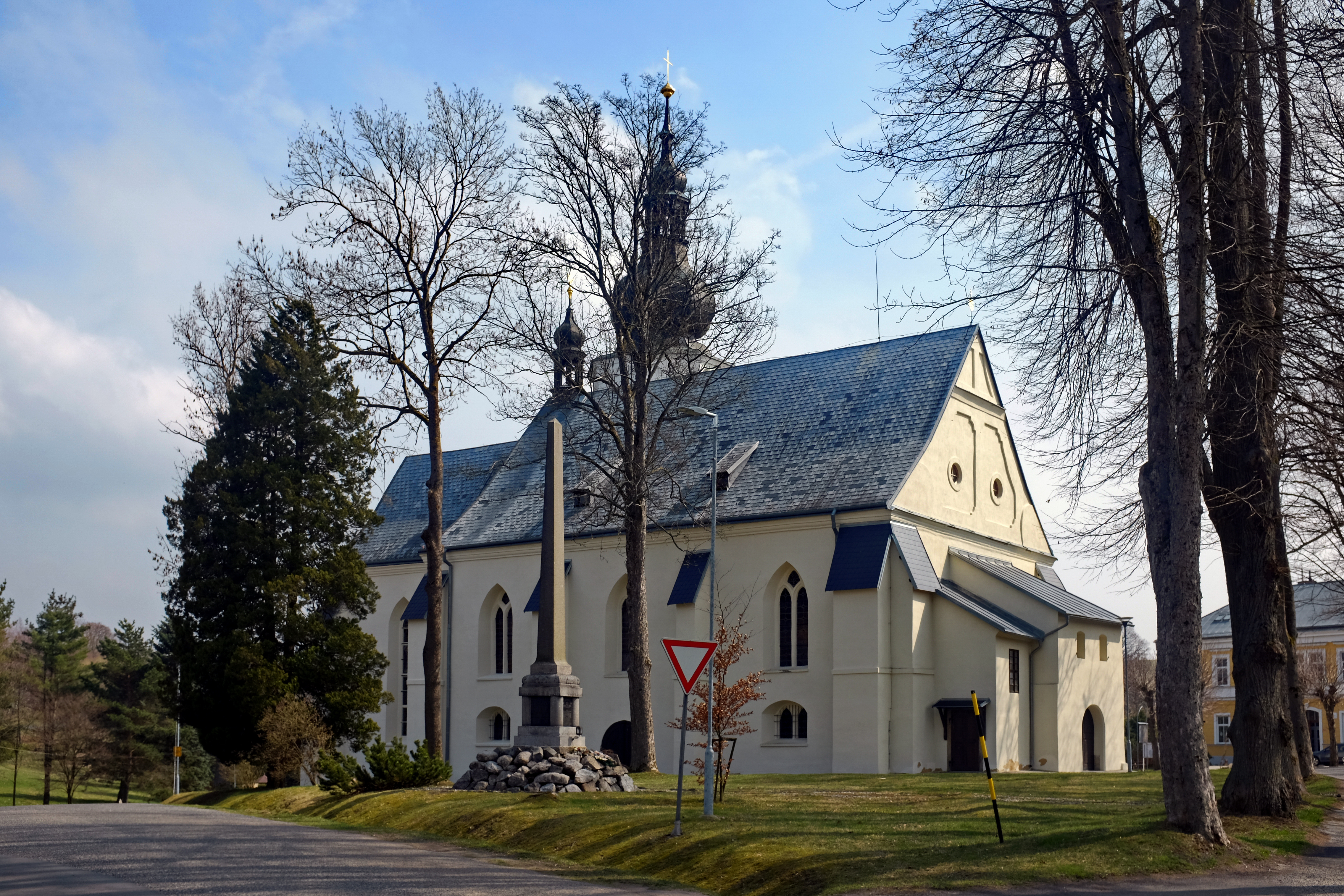
Rückansicht

Heinrichsgrün Hauptort und Sitz der ehemaligen Herrschaft Heinrichsgrün wurde 1273 erstmals erwähnt. Zunächst gehörte das von Wäldern und Sümpfen bedeckte Gebiet zum Kloster Tepl. Ein Dokument vom 1. Juli 1340 lässt darauf schließen, dass zu dieser Zeit bereits eine Kirche oder Kapelle in Heinrichsgrün existiert haben muss. Der Standort befand sich in der Nähe des ehemaligen Schulhauses. Um 1538 erhielt das hölzerne Kirchlein, das wohl schon damals unter dem Patrozinium des hl. Martin von Tours stand, den Charakter einer Pfarrkirche. Im Zuge der Gegenreformation mussten die Schlik 1627 den Besitz an Otto von Nostitz verkaufen, der sogleich Heinrichsgrün mit einem katholischen Priester versah. Jedoch hielten die Bewohner bis 1641 am lutherischen Glauben fest. 1658 veranlasste Graf Hans Hartwig von Nostitz-Rieneck 1658 auf dem sogenannten Kirchberg den Bau eines neuen, mit Ziegelsteinen gepflasterten Gotteshauses. Der erste Gottesdienst wurde dort am 23. Januar 1661 abgehalten. Die Kirche erhielt im 18. Jahrhundert eine barocke Ausstattung. 1740 wurde am südlichen Seiteneingang eine neue Eingangshalle errichtet. Vier erbaute Außen-Pfeiler verhinderten 1790 den Einsturz des nördlichen Langhauses. 1795 ersetzte man den älteren durch einen neuen von Johann Wild aus Elbogen gearbeiteten Hochaltar, der 1797 vom hiesige Maler Joseph Sättler staffiert wurde. 1797 stellte der Bildhauer Johann Wild eine neue Kanzel her.
Am Abend des 13. Juni 1802 traf ein Blitzschlag den Kirchturm. Das Feuer zerstörte die Kirche bis auf die Außenmauern, das gesamte Holzwerk, die Altäre, Kanzel und Orgel verbrannten.  Der Wiederaufbau der Kirche auf Kosten des Grafen Friedrich von Nostitz-Rieneck belief sich auf 14991 Gulden. Das Langhaus besaß ein Schindeldach und der Turm eine Blechkuppel mit Blitzableiter. Die feierliche Wiedereröffnung fand am Martinstag statt. Infolge von Finanzkrisen und Hungersnöten blieb der Innenraum trotz Spendensammlung bis 1849 unvollendet. Auf Initiative des damaligen Pfarrers stellte der Patronatsherr für die Ausmalung schließlich 6000 Florin bereit. Eine weitere Renovierung der Kirche erfolgte 1895, bei der auch zwei neue Altarbilder durch Emilie Rölz und die Familie Baumann aus Heinrichsgrün gespendet wurden. Zudem erhielt die Kirche neue Glasfenster. Für die Kosten kamen größtenteils Graf Erwein von Nostitz-Rieneck und der Industrielle Adolf Lössl aus Wien auf. 2003 konnten mit Hilfe eines Zuschusses von 500.000 Kronen des deutsch-tschechischen Zukunftsfonds (DTZF) Reparaturarbeiten am Dach durchgeführt werden. 2011 fand eine umfassende Sanierung der Außenfassade statt.

## Architektur
Die Kirche besitzt ein einschiffiges Langhaus mit sechsseitigem Presbyterium sowie einen Kirchturm mit achtseitigen prismenförmigen Aufbau.

## Ausstattung

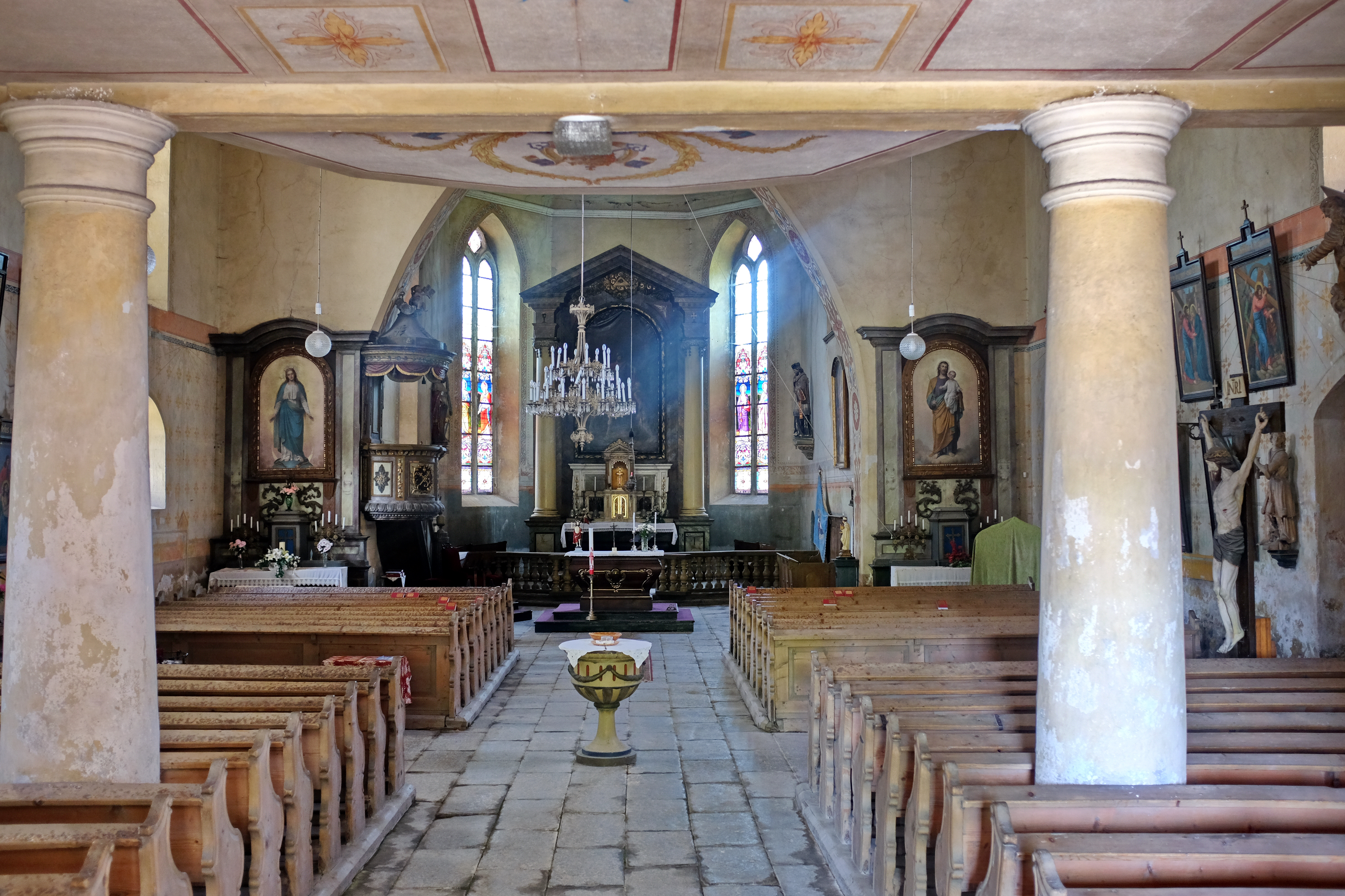
Innenansicht

Die Inneneinrichtung ist größtenteils im Empire-Stil gehalten. Der Hauptaltar mit dem Bildnis des hl. Martin schuf der Maler Franz Anton Glassl aus Falkenau. Dieser wurde im Jahre 1804 durch einen neuen Altar des Bildhauers Johann Wildt aus Elbogen und des Malers Josef Sättler ersetzt. Das Retabel wurde 1851 in Prag gefertigt. Gegenüber befindet sich ein Barockbild aus dem Jahre 1607, das die Flucht der Heiligen Familie nach Ägypten zeigt. Die Bilder der Seitenaltäre wurden 1895 von der christlichen(?) Akademie in Prag neu erworben. Die Statuen des hl. Johannes von Nepomuk und eine Christusstatue stammen aus dem 19. Jahrhundert. Die Kreuzwegstationen von 1890 malte Franz Krombach. Die barocken Skulpturen am südlichen Eingang befanden sich ursprünglich im Schloss Heinrichsgrün.

## Glocken
Ursprünglich hingen im Kirchturm zwei Glocken. Die größere mit der Darstellung des hl. Martin trug die Inschrift: „Christoph di Valle fudit me Egrae 1803“. Die kleinere Glocke mit der Darstellung des hl. Joseph und der hl. Barbara trug die Inschrift: „Christoph di Valle fudit me Egrae 1821“ und darunter: „Gott schütze die Stadt und Land von Kriegen, Hagel, Pest und Feuer“. Beide Glocken wurden im Ersten Weltkrieg eingeschmolzen. In der Zwischenkriegszeit wurden zwei neue Glocken erworben, die im Zuge des Zweiten Weltkrieges ebenfalls verloren gingen. Heute befindet sich im Kirchturm eine eiserne Glocke aus dem Jahre 1917.

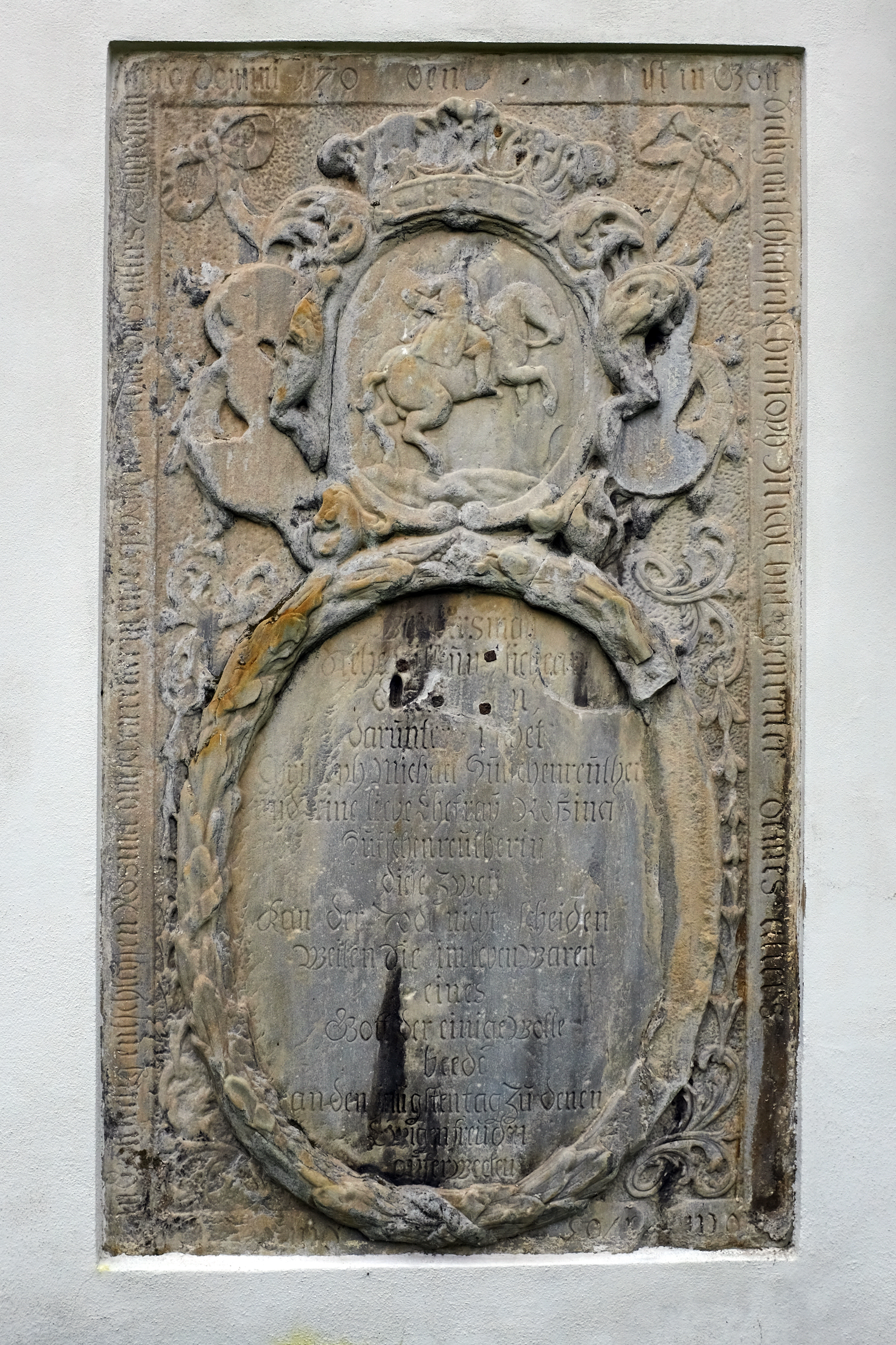
Grabstein für Christoph Michael Hutschenreuther

## Bestattungen
In der Kirche beim Altar liegen begraben:
- 1705 Rosina Hutschenreuther geb. Pöschl
- 1707 Christoph Michael Hutschenreuther

auf dem Kirchhof (an der Stelle der alten Kirche):
- 1589 Graf Abundus Schlick und dessen Gemahlin Agnes geb. Gräfin von Lippa
- 1598 Katharina von Globen, geb. Multz von Waldau

## Pfarrsprengel

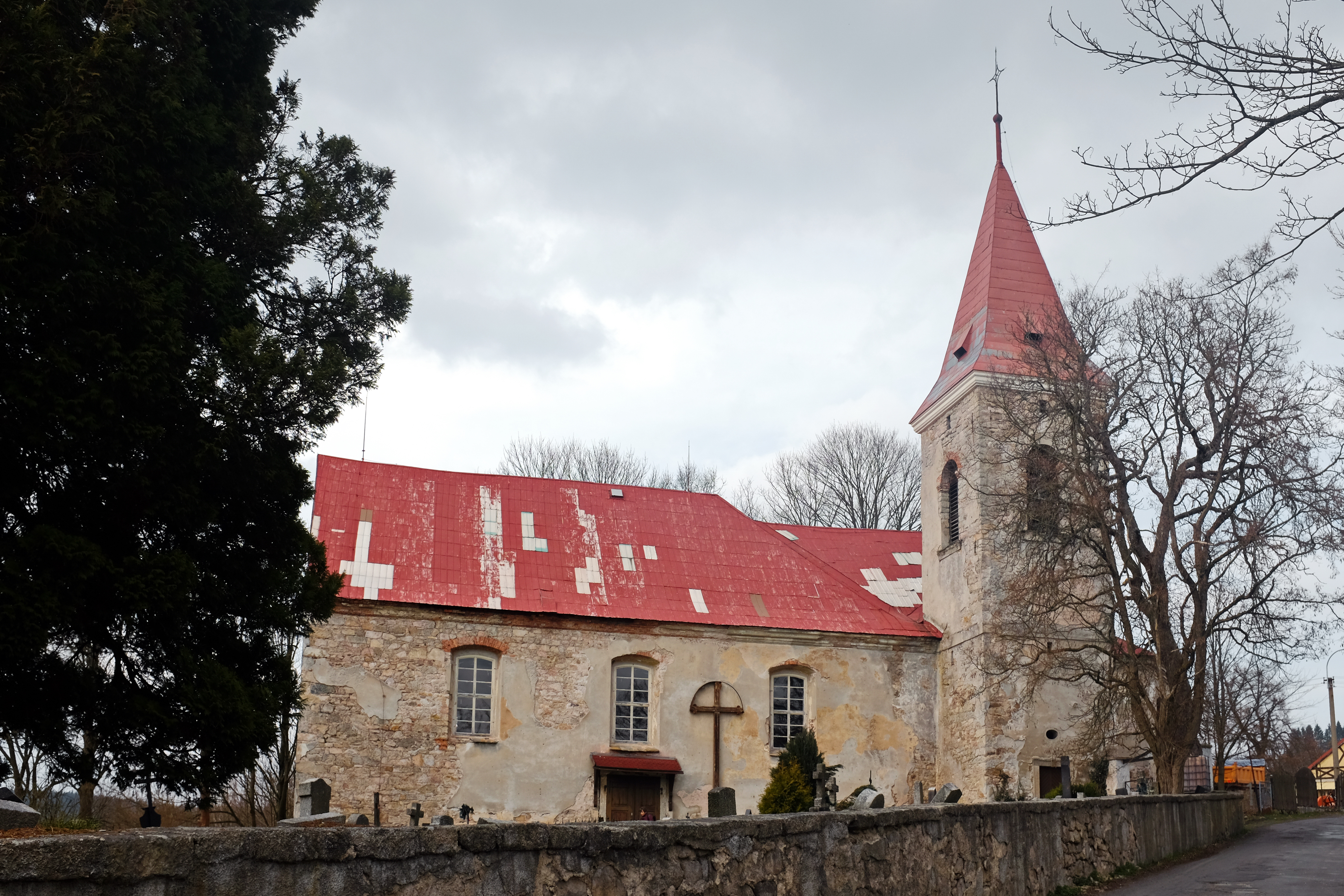
Ehemalige Filialkirche und seit 1831 Pfarrkirche St. Josef in Schönlind (heute Krásná Lípa)

Eingepfarrt waren ursprünglich alle zur Herrschaft Heinrichsgrün gehörigen Ortschaften. Seit etwa Mitte des 16. Jahrhunderts ist Frühbuß eine eigene Pfarrei, die nach dem Dreißigjährigen Krieg unbesetzt blieb und vorübergehend von Heinrichsgrün mit betreut wurde. In Schönlind existierte seit Mitte des 16. Jahrhunderts eine Kapelle, die aus einer Eigenkirche des Rittergutes hervorgegangen war. Jeden dritten Sonntag im Monat wurde dort ein Gottesdienst von einem Priester aus Heinrichsgrün gehalten. In den älteren Matriken von Heinrichsgrün kommt Schönlind und deren umliegenden Ortschaften nicht vor, seit 1660 werden diese gesondert geführt. 1785 wurde Schönlind zur Filiale erhoben und 1831 schließlich zur eigenen Pfarrei. Eingepfarrt waren Hochgarth, Kohling, Vogeldorf und ein Teil von Schindlwald. Zum Pfarrbezirk von Heinrichsgrün gehörten vor 1945:
| Name                              | Tschechischer Name |
| --------------------------------- | ------------------ |
| Altengrün                         | Stará              |
| Heinrichsgrün                     | Jindřichovice      |
| Hermannsgrün                      | Heřmanov           |
| Hochgarth (bis 1831)              | Obora              |
| Kohling (bis 1831)                | Milíře             |
| Kührberg                          | Mezihorská         |
| Neudorf                           | Nová Ves           |
| Rothau                            | Rotava             |
| Scheft                            | Hradecká           |
| Schindlwald (teilweise, bis 1831) | Šindelová          |
| Schönlind (bis 1831)              | Krásná Lípa        |
| Silbersgrün                       | Háj                |
| Vogeldorf (teilweise, bis 1831)   | Ptačí              |
| Waitzengrün                       | Loučná             |